# Coenotephria salicata
Coenotephria salicata là một loài bướm đêm thuộc họ Geometridae. Nó được tìm thấy ở hầu hết châu Âu.
Sải cánh dài 29–31 mm. Con trưởng thành bay từ tháng 5 đến tháng 7, và thỉnh thoảng một lần nữa vào mùa thu ở thế hệ thứ hai.
Ấu trùng ăn loài Galium.

## Phụ loài
- Coenotephria salicata latentaria (Curtis, 1830)
- Coenotephria salicata probaria (Herrich-Schaffer, 1856)
- Coenotephria salicata salicata

## Hình ảnh

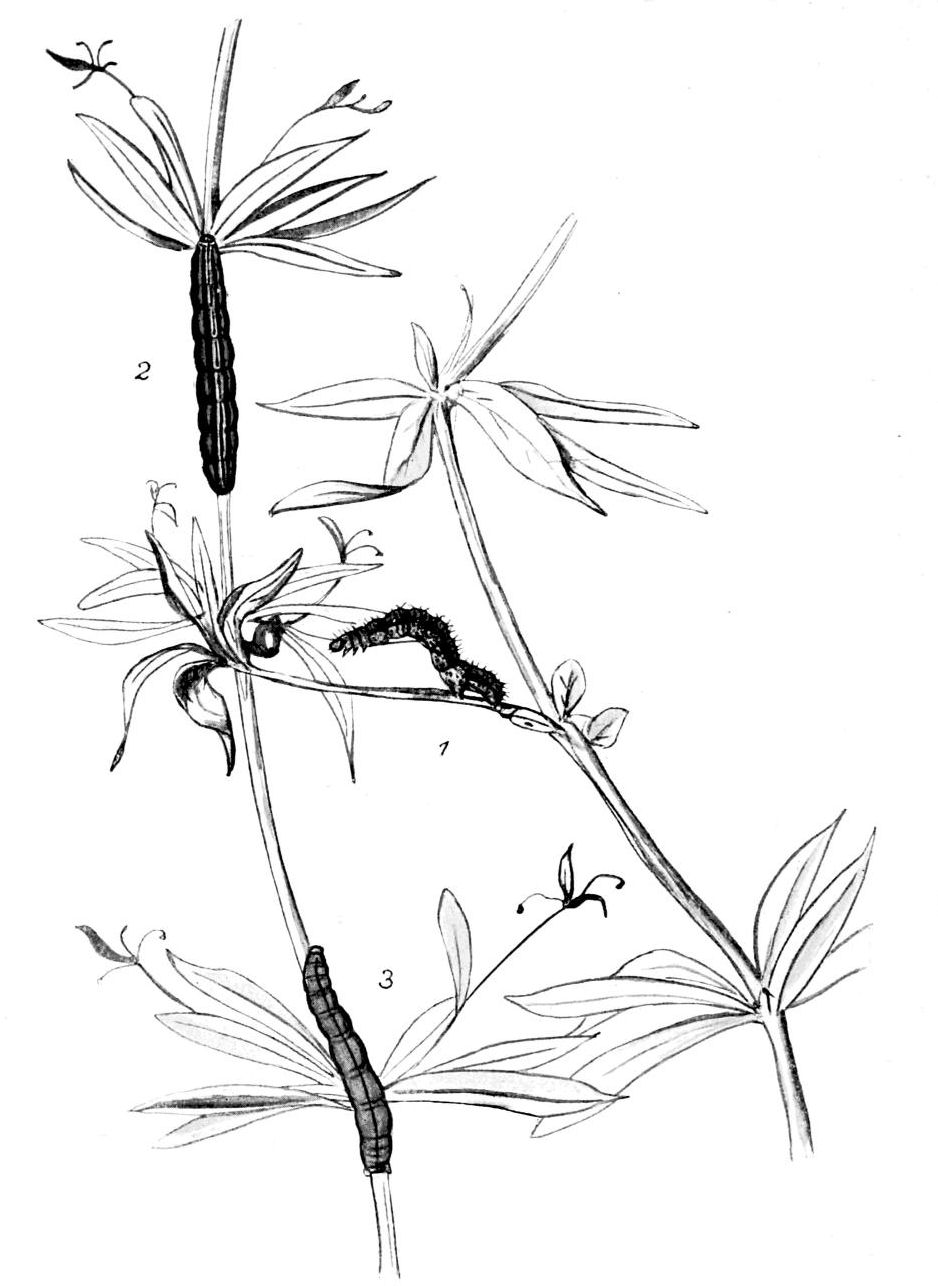
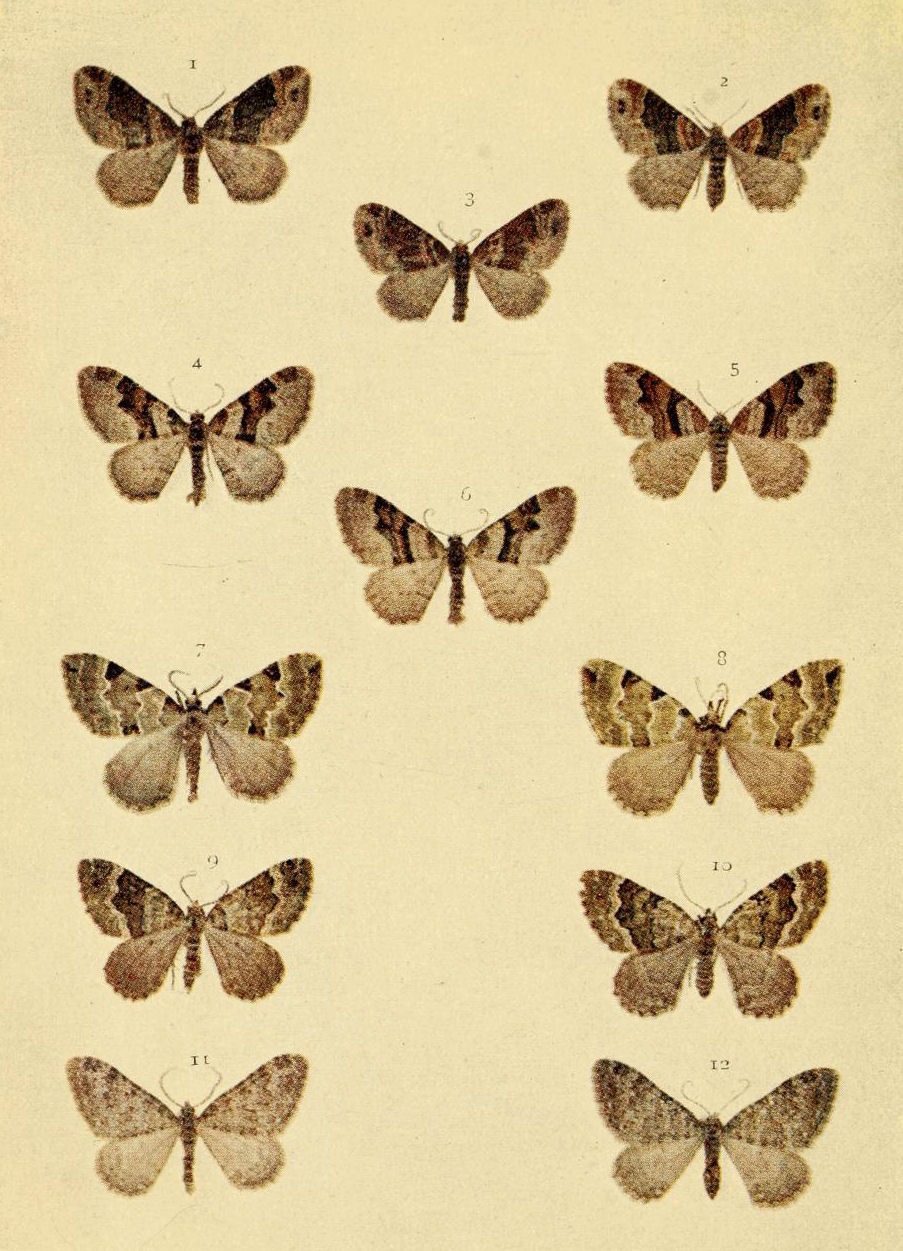